# Tragédie féminine

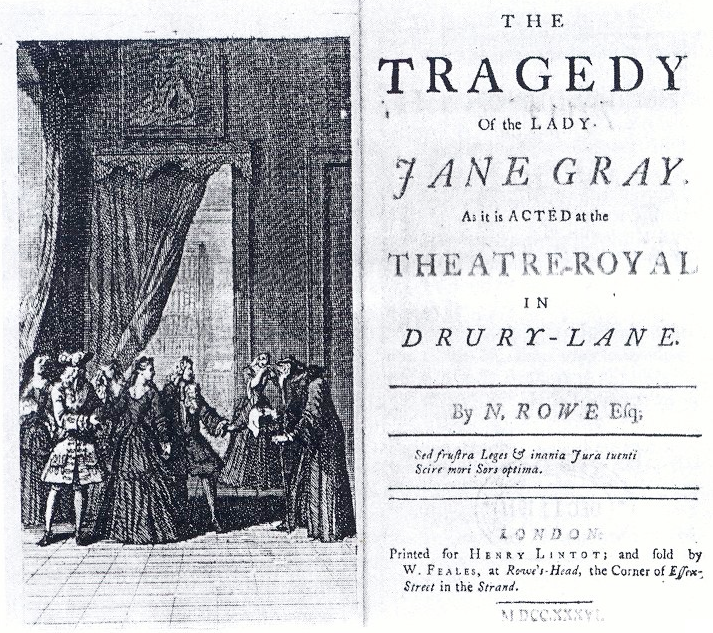
"The Tragedy of Lady Jane Grey" de Nicholas Rowe, Édition de 1736.

La tragédie féminine (en anglais « she-tragedy ») désigne un genre théâtral en vogue en Angleterre à la fin du XVIIe siècle et au début du XVIIIe, qui mettait en scène les malheurs d'une héroïne innocente et vertueuse. Parmi les tragédies féminines marquantes, on peut citer : The Orphan or the Unhappy Marriage (L'Orpheline ou le Mariage malheureux) de Thomas Otway en 1680, Virtue Betrayed, or, Anna Bullen de John Banks en 1682, The Fatal Marriage (Le Mariage Fatal, ou l'Adultère Innocent) de Thomas Southerne en 1694, et The Fair Penitent (La Pénitente juste) en 1703 et The Tragedy of Lady Jane Grey (La Tragédie de Lady Jane Grey) en 1715 de Nicholas Rowe. C'est ce dernier qui utilisa pour la première fois le terme « tragédie féminine » en 1714. 
Lors de la renaissance du théâtre anglais en 1660, lorsque les salles furent autorisées à rouvrir, le style tragique prépondérant était le drame héroïque, qui célébrait le héros masculin en quête de gloire, monarque ou conquérant, puissant, agressif et aussi amoureux. Dans les années 1670 et 1680, il se produisit un glissement progressif de la tragédie héroïque vers la tragédie pathétique, dont le sujet était l'amour et les soucis domestiques, même lorsque les personnages principaux étaient des personnalités connues. Après l'immense succès d'Elizabeth Barry, qui avait ému le public aux larmes dans le rôle de Monimia dans L'Orpheline d'Otway, la tragédie féminine devient la principale forme de la tragédie pathétique, et elle resta extrêmement populaire pendant près d'un demi-siècle. « Les personnages n'en sont ni des rois, ni des héros et la voix de la douleur s'y fait mieux entendre et obéir que les lois dictées par les obligations d'une haute naissance ». 
Ce nouvel intérêt pour les femmes dans la tragédie peut être lié à la désillusion politique croissante de l'ancienne idéologie aristocratique et de ses idéaux masculins traditionnels. D'autres explications possibles à la grande vogue de la tragédie féminine sont la popularité de Marie II, qui dut souvent régner seule dans les années 1690, lorsque son mari Guillaume III était sur le continent, et la publication de The Spectator, le premier périodique destiné aux femmes. Elizabeth Howe a soutenu que la raison primordiale du changement dans le goût du public fut l'apparition de tragédiennes, dont la popularité rendit inévitable la création de premiers rôles pour elles. Grâce à la conjonction du dramaturge « maître du pathos », Thomas Otway, et de la grande tragédienne, Elizabeth Barry, dans L'Orpheline, le centre d'intérêt passa du héros à l'héroïne.